# Cultura da Independência II
A Cultura da Independência II foi uma cultura paleo-esquimática que floresceu no norte e nordeste da Groenlândia (700 a.C. até 80 a.C.), norte e sul do Fiorde da Independência. A cultura da Independência II surgiu na mesma região que a cultura da Independência I, que se tornou extinta seis séculos antes. A independência II era em parte contemporânea da ocupação da cultura Dorset no sul da Groenlândia; mas o último persistiu até 1400 d.C.
Os achados arqueológicos da cultura da Independência I e as culturas da Independência II são creditados ao explorador dinamarquês Eigil Knuth. 